# Wa Shi (Dame)
Die Dame Wa Shi (chinesisch 瓦氏夫人, Pinyin Wǎ Shì Fūrén; * 1496; † 1555) war eine adlige Zhuang. In kalligraphischen Darstellungen und in Historienfilmen wird sie als gute Reiterin und energische Kriegerin dargestellt. Ihr Familienname lautete Cen (岑)，sie stammte aus Zhí lì zhōu (直隶州)， einem Verwaltungsbezirk der Mingzeit. Sie war sehr begabt, folgte ihrem Vater in der Erbfolge und entwickelte sich zur ausgezeichneten Kriegerin. Als sie erwachsen war, heiratete sie nach der Sitte des Zhuang-Volkes den Stammesfürsten Cen Meng (岑猛, cen měng), einen Tusi. Bereits während der Regierungszeit Jiā jìng unter Kaiser Shizong beteiligte sie sich an Regierungsaufgaben in Tian zhou (田州). Sie leistete Bedeutendes auf den Gebieten von Verwaltung, Bauwesen, Erziehung, Volksversammlung und Militär.
1553 (嘉靖三十四年) drangen Wokou (倭寇, chinesische Piraten) an der Südostküste Chinas vor. Washi befehligte eine Truppe aus Suzhou, wobei sie selbst dem General Yu Dayou (俞大猷) unterstand. Als Frau des Gouverneurs von Tian zhou kommandierte sie, obschon in ihren Fünfzigern, 7500 Soldaten. Einige ihrer Söhne und Enkel fielen dem Krieg zum Opfer. Wa Shis Truppen lieferten sich am Jin shan wei (金山卫) eine große Schlacht mit den Piraten，4000 wurden getötet. In Wang jiang jing (王江泾, heute Jiaxing, Zhejiang), verbündete sie sich mit Tu bing, einem unterworfenen Piratenanführer, und erlangte dadurch einen großen Sieg. Aus diesem Grund wurde sie von Kaiser Jiajing mit dem Titel Er pin fu ren (二品夫人) geadelt.。
Die Intrige von Yan Song (严嵩) gegen General Zhang Jing (张经) erfüllte sie mit Gram, aufgrund ihres Alters kehrte sie in ihre Heimat zurück. Kurz darauf erkrankte sie und starb im Alter von 58 Jahren。

## Sonstiges
In Guang Xi wird ihr Grab (瓦氏夫人墓) gezeigt.
| Personendaten    | Personendaten                         |
| ---------------- | ------------------------------------- |
| NAME             | Wa Shi                                |
| ALTERNATIVNAMEN  | 瓦氏夫人; Wa Shi fu ren (chinesisch)  |
| KURZBESCHREIBUNG | adelige Kriegerin vom Volk der Zhuang |
| GEBURTSDATUM     | 1496                                  |
| STERBEDATUM      | 1555                                  |